# Styringomyia nirvana
Styringomyia nirvana är en tvåvingeart som beskrevs av Alexander 1955. Styringomyia nirvana ingår i släktet Styringomyia och familjen småharkrankar. Inga underarter finns listade i Catalogue of Life.